# Terrier
Terriere er en gruppe hunde, hvis morfologi og anatomi har en række fællestræk, men hvor størrelsen varierer meget. De fleste af racerne er populære og kære familiehunde, men er oprindelig avlet som jagt- og nogle som kamphunde.[kilde mangler] De er desuden kendt for at have en meget energisk væremåde og et meget livligt temperament, og de er ofte dominerende over for andre hunde.

## Baggrund
Forskere og kynologer er enige om at næsten alle terriere kan føre sit ophav tilbage til Storbritannien. Det hersker imidlertid en vis usikkerhed om oprindelsen af begrebet terrier, selv om de fleste er enige om at det stammer fra det latinske ord terra, som betyder jord, og nok har sammenhæng med at disse hunde ofte har jagtet byttedyr i jordgange under jordoverfladen.
Der er stor usikkerhed knyttet til typens oprindelse. Den nu uddøde old white english terrier var sædvanlig i England før 1850, men hvordan den opstå og hvor den kom fra ved man ikke. Flere har imidlertid antydet at den kunne have vært en fjern efterkommer af den for længst uddøde Talbothunden. Dette var en stor støverlignende hundetype som fandtes i England på Vilhelm Erobrerens tid.
Den første skriftlige kilde, som nævner terriere, stammer fra bogen The Boke of St. Albans (The Bokys of Haukyng and Huntyng; and also of coot-armuris), første gang publiceret i 1486, der Dame Juliana Berners nævner «terroures» som en gruppe jagthunde. Dr. John Caius nævner «terrars» i en afhandling om britiske hunde, De Canibus Brittanicus, skrevet på latin i 1570 (oversat af Abraham Fleming i 1576). Han hævder at dette var en gruppe hunde som egnet sig til jagt på flere dyrearter. Han hævdede desuden, at hundene ofte blev kategoriseret i henhold til det vildt, som hundetypen var egnet til at jagte på.

## Jagthunde
Terrieren er britisk af oprindelse. Akkurat hvordan de opstod, ved man ikke, men flere af de nuværende racer har aner tilbage til middelalderen. De var oprindeligt små hunde, som blev avlet med henblik på jagt på byttedyr, som søgte tilflugt i hi og underjordiske gange, derfor måtte de også have mod og lynhurtig reaktionsevne. På grund af disse færdigheder blev de også i stor udstrækning benyttet til at udrydde skadedyr, f.eks. rotter, ræv, grævling og odder. Dette kommer også til udtryk i enkelte af racenavnene, f.eks. hos foxterrier (ræveterrier) og cairnterrier (stendysseterrier). De fleste har imidlertid fået et racenavn, som henviser til stedet, hvor racen opstod. Langt de fleste af de racer, vi kender i dag, opstod i 1800-tallet.
Mange af disse små terriertyper har en ruhåret pelstype, ofte med øjenbryn, barter og rig behåring nedover benene. Dette skyldes ofte, at de har været brugt som rottedræbere. Pelsen skulle være en slags «rustning» mod angreb fra rotterne. Flere racer har også i udstrakt grad været benyttet til rævejagt, ofte i samarbejde med flokke af såkaldte foxhounds (en engelsk støvertype). Disse terriere har gerne en korthåret (glat) pelstype, hvor hvid er grundfarven. Dette for at jægere og rævehundene ikke skulle tage fejl af terrieren og ræven under jagten. Mange af disse havde også job som renholdere og rottedræbere på både. Således blev terriergener spredt til stadig nye steder.

## Kamphunde
I 1800-tallet opstod der et nyt fænomen blandt almindelige mennesker, nemlig at hundene ikke længere bare skulle være nyttedyr. De kunne også benyttes til underholdning. Dette resulterede i de såkaldte "kamphunde" (bull and terriers),[kilde mangler] som blev fremavlet ved at krydse specielt ihærdige terrierracer med bulldogracer. Den engelske stafforshire bullterrier er i den sammenhæng nærmest at regne for stamfar. Også den amerikanske pitbull terrier er et eksempel på en hunderace, der tidligere har været anvendt til dette formål,[kilde mangler] og som nu må opleve at blive forbudt i flere lande, herunder Danmark.[kilde mangler] Fællestrækkene er en forholdsvis lille og kompakt hund med en muskuløs krop, et bredt hoved og et kraftigt kæbeparti.
Oprindeligt blev sådanne hunde brugt til kampe mellem hunde og okser, men senere blev også regulære hundekampe almindelige.[kilde mangler] Sådanne kampe foregik i såkaldte kampgrotter, hvor det var umuligt for hundene at undslippe.[kilde mangler] Det endte ofte med, at den ene hund blev dræbt, og af og til måtte også den anden aflives bagefter som følge af de skader, den havde pådraget sig under kampen. 
Historikken gør, at racen i dag er meget misforstået, men i dag er racen først og fremmest en selskabshund. Racen er meget knyttet til sin familie og er kendt for at være utrolig glad for familiens børn, og i England bliver den derfor kaldt for 'the nanny dog'. Det er en fordel at socialisere racen fra hvalp af.

## Klassifikation
Terrierne indgår i FCIs gruppe 3 og er underopdelt op i 4 sektioner.
1. Store terriere
  1. Airedaleterrier
  2. Bullterrier
  3. Irsk terrier
  4. Kerry blue-terrier
  5. Lakeland-terrier
  6. Soft-coated wheaten-terrier
  7. Welsh-terrier
2. Mellemstore terriere
  1. Amerikansk pitbullterrier , (anerkendes ikke uden for United Kennel Club, forbudt i Danmark)
  2. Amerikansk Staffordshire terrier , (forbudt i Norge)
  3. Bedlingtonterrier
  4. Brasiliansk terrier
  5. Glen of Imaal terrier
  6. Irsk terrier
  7. Manchesterterrier
  8. Parson Jack Russell terrier
  9. Sealyham terrier
  10. Staffordshire Bull Terrier
  11. Tibetansk terrier
  12. Tysk jagtterrier
3. Små terriere
  1. Australsk terrier
  2. Borderterrier
  3. Brasiliansk terrier
  4. Cairnterrier
  5. Cheskyterrier
  6. Dandie Dinmont-terrier
  7. Foxterrier glatthåret
  8. Foxterrier ruhåret
  9. Jack russell terrier
  10. Japansk terrier
  11. Miniatyrbullterrier
  12. Norfolkterrier
  13. Norwichterrier
  14. Skyeterrier
  15. West highland white-terrier
  16. Luxembourgish Grand-Duchy terrier
4. Toy terriere
  1. Engelsk toyterrier
  2. Russisk toyterrier
  3. Silky terrier
  4. Yorkshire terrier
5. Forbudte terriere
  1. Se kamphunde